# Abrochia caurensis
Abrochia caurensis là một loài bướm đêm thuộc phân họ Arctiinae, họ Erebidae.